# 訾玉甫
訾玉甫（？—？），一作钰甫，天津人，中国实业家，曾任永发顺木器行资东，其经营的永发顺被称为“津门木器销售第一家”。

## 生平

### 经营木器行
訾氏于十九世纪末开始涉足木材销售行业，经营“永发顺”木器行。因善于经营且经济实力较强，逐步成为这一行业中的佼佼者。20世纪20年代时，“永发顺”已经挤进了天津木材行业的前列，与德和木号、太和生木行、常安木厂、广聚永木行并称为天津木材行业的“五大家”。
后因惠福木器行、裕兴顺木器行、华洋木器行这三家木器行毁于大火，訾玉甫在木器行的经营中注意加强防火设施的投入，指派专人严控火灾端倪，清除火灾隐患。訾氏经营的家具以柚木为主而不用红木，式样上中西结合，租界内领事馆地下室内的坐椅多向訾家的永发顺木器行订购。訾玉甫常重金聘请工匠借鉴古今家具的款式，又曾到大兴安岭、小兴安岭等木材产地亲自考察，充足货源。
七七事变后，天津木材销售行业受到冲击，木商业“五大家”除永发顺外相继倒闭。永发顺在资金调度上比较稳妥，并与日商三井洋行维持了长期的业务关系，通过日本洋行进口部分木料继续维持经营。

### 购置房产与土地
訾玉甫清末以来曾多次以“义德堂訾”的名义购置房产、土地。1902年，訾玉甫在天津日租界须磨街和伏见街交口（今陕西路与万全道交口）一带投资建房成巷并用其家族堂号“义德堂”来命名，即义德里。1920年，訾家迁入天津英租界，在今大理道37号建居。1934年与他人合资建“永同生”银号。

### 解囊赈灾
1939年，天津遭受洪水侵袭，当地百姓缺衣少食，饥寒交迫。訾玉甫主动捐款赈灾，捐赠百姓「金豹牌面粉8000袋，每袋50斤」以救助灾民，使周边百姓得以暂时度过困厄。

### 经营饭庄
20世纪30年代，訾玉甫为聚庆成饭庄股东。该饭庄有别于康熙年间兴建的聚庆成饭庄，被誉为“新八大成”之一。

## 纪念

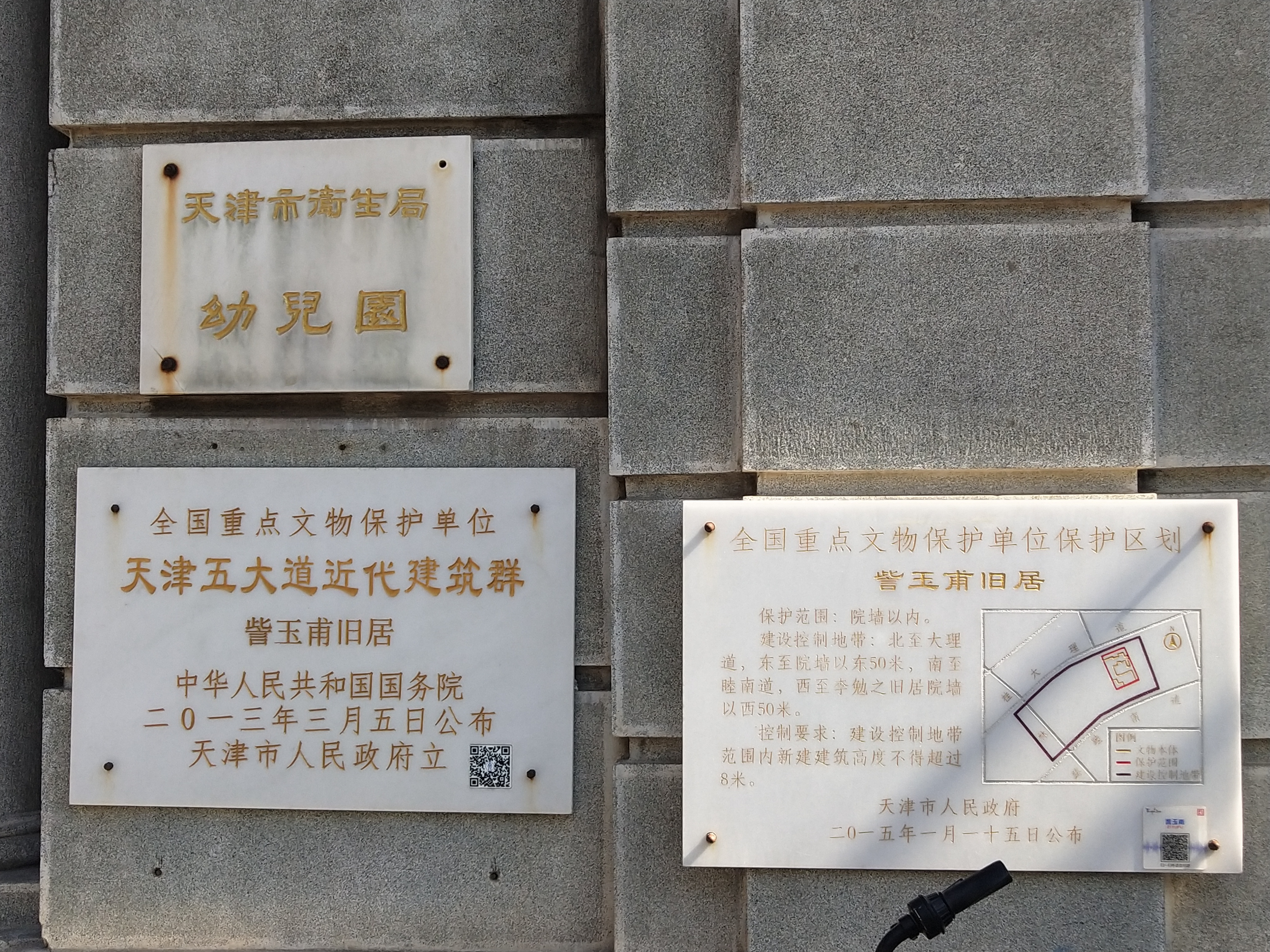
訾玉甫旧居上的铭牌

今存訾玉甫旧居，位于天津市和平区大理道37号，为英庭院式的二层楼房，占地面积约2400平方米。